# Igreja Anglicana da África Austral
A Igreja Anglicana da África Austral (do inglês: Anglican Church of Southern Africa) é a província da Comunhão Anglicana na parte sul da África. A província possui vinte e cinco dioceses, das quais vinte e uma estão localizadas na África do Sul, e uma em Lesoto, Namíbia, Suazilândia e Santa Helena. Na África do Sul, existem entre 3 e 4 milhões de anglicanos. O primata é o arcebispo da Cidade do Cabo. O atual arcebispo é Thabo Makgoba, que sucedeu a Njongonkulu Ndungane em 2006. De 1986 a 1996, o primata foi Desmond Tutu, laureado com o Prêmio Nobel da Paz.

## História
O primeiro clero anglicano a ministrar regularmente no Cabo foram capelães militares que acompanharam as tropas quando os britânicos ocuparam a Colônia do Cabo em 1795 e depois novamente em 1806. A segunda ocupação britânica resultou em um crescente fluxo de funcionários públicos e colonos membros de a Igreja da Inglaterra e, portanto, capelães civis ou coloniais foram nomeados para ministrar suas necessidades. Estes estavam sob a autoridade do governador.
O primeiro missionário da Sociedade para a Propagação do Evangelho chegou em 1821, era o padre William Wright. Ele abriu uma igreja e escola em Wynberg, um subúrbio da moda da Cidade do Cabo. Allen Gardiner, missionário da Sociedade Missionária da Igreja, foi para a Zululândia e providenciou para que um sacerdote, Francis Owen, fosse enviado à residência real do rei Dingane. Owen testemunhou o massacre de Piet Retief, o líder Voortrekker e seus companheiros, que haviam chegado a negociar um tratado de terra com Dingane, e partiram logo depois.
A Igreja Anglicana na África Austral, naquele tempo, estava sob a Diocese de Calcutá, que efetivamente incluía as Índias Orientais e todo o Hemisfério Sul. Os bispos a caminho de Calcutá às vezes paravam no Cabo para confirmações e, ocasionalmente, ordenação de clérigos, mas essas visitas eram esporádicas. Tornou-se evidente que era necessário um bispo para a África do Sul e, em 1847, Robert Gray foi consagrado como o primeiro bispo da Cidade do Cabo na Abadia de Westminster. O novo bispo desembarcou na Cidade do Cabo em 1848.

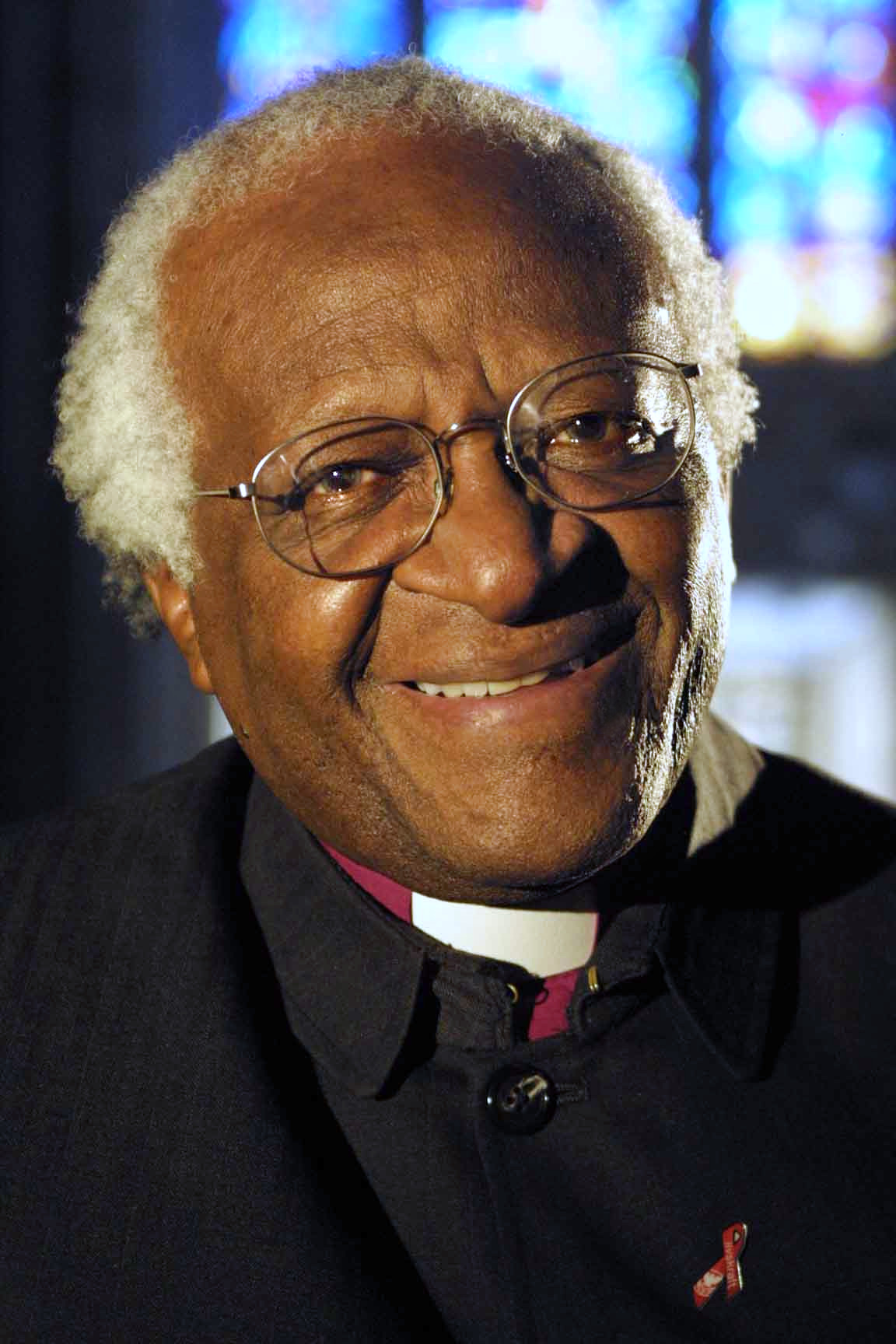
Desmond Tutu (1931-2021), ex-Primaz da Igreja Anglicana da Província da África do Sul, destacou o pacifista e uma figura de destaque na bem-sucedida luta contra o apartheid.

Algumas paróquias anglicanas da então Colônia do Cabo se recusaram a ingressar na Igreja da Província da África do Sul quando foi constituída em 1870; essas paróquias se denominavam como Igreja da Inglaterra na África do Sul (CESA). A CESA posteriormente renomeou-se como Igreja Anglicana Evangélica Reformada da África do Sul.
Desmond Tutu ganhou fama mundial durante a década de 1980 como oponente do apartheid. Tutu foi eleito e ordenado o primeiro arcebispo anglicano africano sul-africano da Cidade do Cabo, na África do Sul, e primaz da Igreja Anglicana da África Austral. Ele recebeu vários prêmios, incluindo o Nobel da Paz em 1984. Em 2006, o nome Igreja da Província da África Austral foi abandonado, pois o nome era confuso para algumas pessoas. A província foi renomeada para Igreja Anglicana da África Austral. Em julho de 2012, Ellinah Wamukoya, da Igreja Anglicana da África Austral, tornou-se bispo eleito da Suazilândia e a primeira mulher a ser eleita bispo em qualquer uma das doze Províncias Anglicanas da África. Ela foi consagrada em 17 de novembro de 2012 na Catedral de Todos os Santos, Mbabane. Em 19 de janeiro de 2013, Margaret Vertue foi consagrada como bispo diocesano de False Bay.

## Organização
A política da Igreja Anglicana da África Austral é episcopal, como a de outras províncias Anglicanas. A igreja mantém um sistema de paróquias geográficas organizadas em dioceses. A província é dividida em várias dioceses, cada uma liderada por seu próprio bispo, as quais são:

### África do Sul
- Diocese da Cidade do Cabo
- Diocese de Cristo Rei
- Diocese de Baía Falsa
- Diocese do Estado Livre
- Diocese de George
- Diocese de Grahamstown
- Diocese de Highveld
- Diocese de Joanesburgo
- Diocese de Kimberley e Kuruman
- Diocese de Matlosane
- Diocese de Mbhashe
- Diocese de Mpumalanga
- Diocese de Mthatha
- Diocese de Natal
- Diocese de Port Elizabeth
- Diocese de Pretória
- Diocese de São Marcos Evangelista
- Diocese de Saldanha Bay
- Diocese de Ukhahlamba
- Diocese de Umzimvubu
- Diocese de Zululândia

### Outros países
- Diocese do Lesoto
- Diocese da Namíbia
- Diocese de Santa Helena
- Diocese da Suazilândia

Em 2021, a província da Igreja Anglicana de Moçambique e Angola foi formada a partir das três dioceses de Moçambique e uma de Angola, que até então faziam parte da Igreja Anglicana da África Austral.

No Censo Sul-Africano de 2001, havia um registro de 1,7 milhão de anglicanos de uma população sul-africana total de cerca de 45 milhões. Nenhum número preciso do censo está disponível desde então. A Igreja Anglicana da África Austral estimou em 2006 que havia entre 3 e 4 milhões de anglicanos em Angola, Lesoto, Suazilândia, Moçambique, Namíbia, África do Sul e na ilha de Santa Helena. Um estudo publicado em 2020 produziu um número estimado de 2,3 milhões (4%) de anglicanos na África do Sul em 2015. Os anglicanos foram estimados em cerca de 7,4% da população do Lesoto em 2021. A Diocese da Suazilândia tinha 90.000 membros em 2021.